# La Châtelaine du Liban (film, 1926)
Pour les articles homonymes, voir La Châtelaine du Liban.
Pour plus de détails, voir Fiche technique et Distribution.
La Châtelaine du Liban est un film muet français réalisé par Marco de Gastyne, sorti en 1926.

## Synopsis
Une belle aventurière est impliquée dans des affrontements entre services secrets français et anglais au Liban.

## Fiche technique
- Titre : La Châtelaine du Liban
- Réalisation : Marco de Gastyne
- Scénario : Marco de Gastyne, d'après le roman de Pierre Benoit
- Photographie : Gaston Brun
- Décors : Marco de Gastyne
- Pays de production :  France
- Société de production : Pathé-Natan
- Pays d'origine :  France
- Langue : film muet avec les intertitres  en français
- Format : Noir et blanc — 35 mm — 1,33:1 — Muet
- Dates de sortie : 
  - France : 29 septembre 1926

## Distribution
- Iván Petrovich : le capitaine Domève
- Arlette Marchal : la comtesse Orloff
- Gaston Modot : Ahmed Saïd
- Marcel Soarez : le capitaine Walter
- Choura Milena : Micheline Hennequin
- Nathalie Greuze : Maroussia
- Camille Bert : le colonel Prieur
- Georges Paulais
- Max Dejean

## Autres réalisations
- La Châtelaine du Liban, un film français adapté du roman éponyme de Pierre Benoit et réalisé par Jean Epstein (1934).
- La Châtelaine du Liban, un film franco-italien adapté du roman éponyme de Pierre Benoit et réalisé par Richard Pottier (1956).